# سوء تفاهم (فلم)
سوء تفاهم هو فيلم مصري عُرض في عام 2015، من بطولة سيرين عبد النور، شريف سلامة، أحمد السعدني، من تأليف محمد ناير، ومن إخراج أحمد سمير فرج.

## القصة
يحاول عمر أن يستعيد ميراث والده الذي استولى عليه عمه، فيستعين بزميله في الكلية رؤوف الذي يتبين أنه مجرد محتال يعمل في تجارة الماس ويهرب بعدها إلى لبنان، فيدخل عمر السجن، وتقع الفتاة اللبنانية لينا في حب رؤوف، منخدعة بما رأته فيه، ويتفقا على الزواج، لكنه يهرب في تلك الليلة، وتكتشف صديقتها وجوده في مصر، فتقرر تدبير كمين له حيث يتواجد، وهناك تتقاطع مسارات لينا وعمر بعد خروجه من السجن.

## طاقم العمل
- سيرين عبد النور
- شريف سلامة
- أحمد السعدني
- ريهام حجاج
- مها أبو عوف
- يوسف فوزي
- خالد عليش
- بيومي فؤاد
- كريم شكري
- أشرف مصيلحي
- مارون شرفان
- يوسف بظاظا
- مريم الشريف
- سامح عثمان
- محمد فوزي
- إبراهيم رمضان

## الإنتاج
- كتب محمد ناير قصة وسيناريو الفيلم. وكان الفيلم من إخراج أحمد سمير فرج وإنتاج صادق الصباح.